# Klingenbach (Mühlbach)
Der Klingenbach ist der rechte Quellast des Mühlbaches, eines linken Zuflusses der Isar in Oberbayern.